# Xiphocolaptes promeropirhynchus
El trepatroncos picofuerte (Xiphocolaptes promeropirhynchus) es una especie de ave paseriforme de la familia Furnariidae, subfamilia Dendrocolaptinae, perteneciente al género Xiphocolaptes. Es nativa de la América tropical (Neotrópico), desde el sur de México, por América Central y del Sur, hasta el sur de la Amazonia brasileña y el centro de Bolivia.

## Nombres comunes
Aparte de trepatroncos picofuerte (en Ecuador, Nicaragua y Panamá), también se le denomina trepatroncos gigante (en Colombia, Honduras y México), trepador gigante (en Costa Rica y Nicaragua), trepador de pico fuerte (en Perú), trepador pico negro (en Venezuela) o trepatroncos de pico negro.

## Distribución y hábitat
Las numerosas subespecies se distribuyen, a veces de forma disjunta, desde el sur de México, hacia el sur y este por Guatemala, Belice, El Salvador, Honduras, Nicaragua, Costa Rica, Panamá, Colombia, hacia el este por Venezuela, Guyana, Guayana francesa y norte de Brasil, hacia el sur por Ecuador, Perú, Amazonia brasileña, hasta el centro de Bolivia.
Esta especie es considerada poco común en sus hábitats naturales: las selvas húmedas montanas y también de tierras bajas y sus bordes, desde el nivel del mar hasta cerca de 3500 metros de altitud.

## Descripción
Mide entre 26 y 35 cm de longitud y pesa entre 111 y 169 g (el macho) y entre 102 y 142 g (la hembra). Presentan pileo color marrón negruzco; el dorso espalda y las coberteras alares son de color castaño; la corona y parte superior del dorso tienen un listado color ante; la cara presenta tonos marrón oscuro y ante, con listas postocular y malar anteadas bastante bien definidas; la barbilla y el centro de la garganta son de color blanco anteado. Las remeras y la cola son de color castaño rojizo rufo; la rabadilla es de color rufo oscuro; el pecho tiene un fino listado ante y el abdomen un barreteado negro; el resto de la región inferior es marrón oliváceo. El iris es castaño; el pico es largo de color cuerno oliváceo; las patas son verde oliva.

## Sistemática

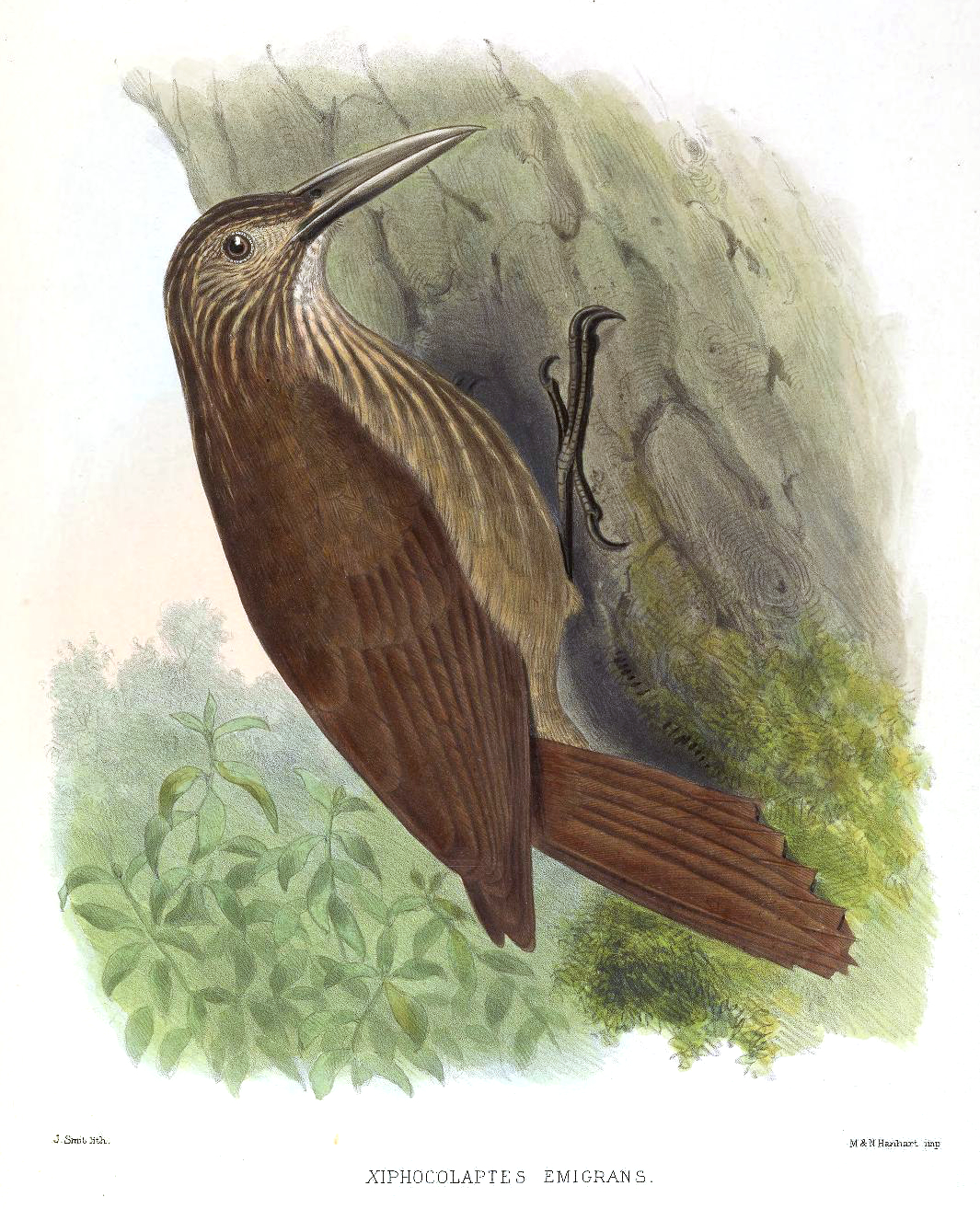
Xiphocolaptes emigrans = X. promeropirhynchus emigrans, ilustración de Smit en Exotic ornithology: containing figures and descriptions of new or rare species of American birds, 1869.

### Descripción original
La especie X. promeropirhynchus fue descrita por primera vez por el ornitólogo francés René Primevère Lesson en 1840 bajo el nombre científico Dendrocolaptes promeropirhynchus; sin localidad tipo definida, se asume «Bogotá, Colombia».

### Etimología
El nombre genérico masculino «Xiphocolaptes» se compone de las palabras del griego «ξιφος xiphos»: espada, y «κολαπτης kolaptēs»:  picoteador», en referencia al género Colaptes;  y el nombre de la especie «promeropirhynchus», es una combinación del género Promerops, entonces utilizado para una variedad de especies con pico curvo y de la palabra griega «ῥυγχος  rhunkhos»: pico, significando «con el pico como un Promerops».

## Taxonomía
Es pariente próxima a Xiphocolaptes albicollis. Las subespecies se dividen en tres grupos, que algunos autores consideran especies separadas: el «grupo emigrans» (de Mesoamérica), el  «grupo promeropirhynchus» (de las montañas del oeste y norte de Sudmérica), y el «grupo orenocensis» (primariamente de las tierras bajas amazónicas). Las poblaciones de las montañas del norte de Sudamérica pueden estar más próximas de las amazónicas que de aquellas de los Andes peruanos y bolivianos; las afinidades de la subespecie crassirostris es problemática, posiblemente esté aliada al «grupo orenocensis», pero ocurre a occidente de los Andes. La evaluación de las variaciones geográficas se complica debido a las importantes variaciones individuales dentro de los taxones. La subespecie virgatus, muy pobremente definida, intergrada con la nominal en la pendiente oriental de los Andes centrales de Colombia, la subespecie sanctaemartae es muy similar a procerus; la identidad de las aves de las tierras bajas guayanesas es incierta, y se colocan tentativamente en tenebrosus. Las vocalizaciones de los tres grupos son significativamente similares, dado el grado de diferenciación morfológica; en contraste, algunos cantos del sur de México (Oaxaca) y de los Andes centrales de Colombia (pendiente del río Cauca) parecen ser muy diferentes del canto típico de la especie. Es necesaria una amplia revisión taxonómica. La clasificación del Congreso Ornitológico Internacional (IOC) incluye a la subespecie ignotus en la nominal y a fortis en rostratus, a pesar de que fortis tendría prioridad.

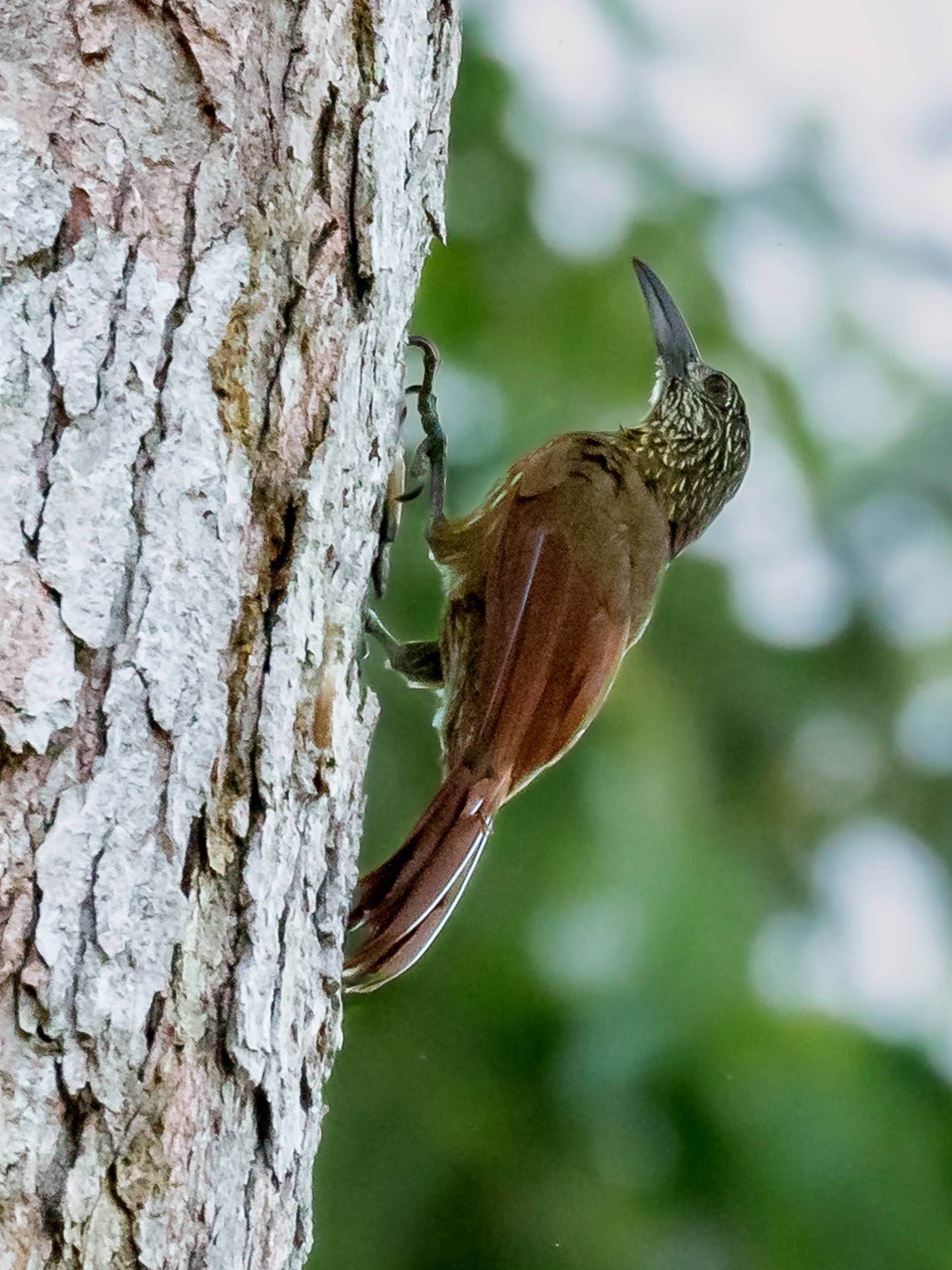
Xiphocolaptes promeropirhynchus carajaensis, en la Serra dos Carajás, Pará, Brasil.

El trepatroncos de Carajás Xiphocolaptes carajaensis fue descrito como especie separada, pero no es reconocido como tal por la mayoría de las clasificaciones,  que lo consideran la subespecie X. p. carajaensis, con excepción del Comité Brasileño de Registros Ornitológicos (CBRO) que lo reconoce como especie plena desde 2014.

### Subespecies
Según la clasificación Clements Checklist/eBird v.2019 se reconocen 25 subespecies, divididas en cuatro grupos, con su correspondiente distribución geográfica:
- Grupo politípico emigrans:
  - Xiphocolaptes promeropirhynchus omiltemensis Nelson, 1903 – zona subtropical del suroeste de México (Sierra Madre del Sur, en el centro de Guerrero).
  - Xiphocolaptes promeropirhynchus sclateri Ridgway, 1890 – este y sureste de México (sureste de San Luis Potosí, Hidalgo, oeste de Veracruz, norte de Oaxaca).
  - Xiphocolaptes promeropirhynchus emigrans P.L. Sclater & Salvin, 1859 – montañas (raramente en tierras bajas) desde el sur de México (Chiapas), norte de Guatemala, oeste de Belice y El Salvador hacia el este hasta el centro norte de Nicaragua.
  - Xiphocolaptes promeropirhynchus costaricensis Ridgway, 1889 – tierras aaltas del centro de Costa Rica y suroeste de Panamá (Chiriquí).
  - Xiphocolaptes promeropirhynchus panamensis Griscom, 1927 – montañas de la pendiente del Pacífico del sur de Panamá (Veraguas, Coclé).

- Grupo politípico promeropirhynchus:
  - Xiphocolaptes promeropirhynchus sanctaemartae Hellmayr, 1925 – norte de Colombia (Sierra Nevada de Santa Marta).
  - Xiphocolaptes promeropirhynchus rostratus Todd, 1917 – tierras bajas del norte de Colombia en Córdoba y Bolívar (valle del Sinú al este hasta la Serranía de San Lucas y valle del Magdalena).
  - Xiphocolaptes promeropirhynchus fortis Heine, 1860 – zona desconocida, no fue dada localidad tipo.
  - Xiphocolaptes promeropirhynchus virgatus Ridgway, 1890 – pendiente occidental de los Andes centrales de Colombia, también en la pendiente oriental (al este hasta el río Magdalena).
  - Xiphocolaptes promeropirhynchus promeropirhynchus (Lesson, 1840) – norte de Colombia (pendiente occidental de los Andes occidentales al este hasta el río Magdalena) y oeste de Venezuela (Serranía del Perijá, Trujillo, Mérida, Táchira).
  - Xiphocolaptes promeropirhynchus procerus Cabanis & Heine, 1860 – montañas del norte y centro de Venezuela (noroeste de Zulia, norte de Mérida y Lara haci el este hasta Sucre, al sur hasta el norte de Monagas y este de Guárico.
  - Xiphocolaptes promeropirhynchus macarenae Blake, 1959 – Sierra de la Macarena y piedemontes orientales de los Andes centrales de Colombia (sur de Meta, Caquetá).
  - Xiphocolaptes promeropirhynchus neblinae Phelps, Sr & Phelps, Jr, 1955 – Cerro de la Neblina, en el sur de Venezuela (sur de Amazonas); posiblemente en el adyacente norte de Brasil.
  - Xiphocolaptes promeropirhynchus tenebrosus J.T. Zimmer & Phelps, Sr, 1948 – tepuyes del sureste de Venezuela (Chimantá-tepui y Monte Roraima, en el sureste de Bolívar) y adyacente Guyana (montañas Acary), probablemente también en los tepuyes adyacentes del norte de Brasil; también en tierras bajas de Guyana y Guayana francesa.
  - Xiphocolaptes promeropirhynchus ignotus Ridgway, 1890 – Andes ecuatorianos.
  - Xiphocolaptes promeropirhynchus crassirostris Taczanowski & Berlepsch, 1885 – piedemontes andinos en el suroeste de Ecuador (oeste de El Oro, Loja) y noroeste de Perú (Tumbes, Piura).
  - Xiphocolaptes promeropirhynchus compressirostris Taczanowski, 1882 – Andes peruanos norteños (Amazonas, Cajamarca, San Martín).
  - Xiphocolaptes promeropirhynchus phaeopygus Berlepsch & Stolzmann, 1896 – Andes centrales peruanos (Junín).
  - Xiphocolaptes promeropirhynchus lineatocephalus (G.R. Gray, 1847) – Andes desde el sureste de Perú (Cuzco) al sur hasta el noroeste y centro de Bolivia (La Paz, Cochabamba, Santa Cruz).

- Grupo politípico orenocensis:
  - Xiphocolaptes promeropirhynchus solivagus J. Bond, 1950 – pendiente oriental de la cordillera peruana (región de Chanchamayo en Junín, probablemente al norte hasta Huánuco).
  - Xiphocolaptes promeropirhynchus orenocensis Berlepsch & Hartert, 1902 – tierras bajas del noroeste amazónico al norte del río Amazonas, desde el este de Colombia y sur de Venezuela (Amazonas) al sur hasta el noreste de Ecuador, noreste de Perú y noroeste de Brasil (al este hasta el río Negro).
  - Xiphocolaptes promeropirhynchus berlepschi Snethlage, 1908 – tierras bajas amazónicas del oeste de Brasil al sur del río Solimões (al este hasta el río Madeira); límite occidental incierto.
  - Xiphocolaptes promeropirhynchus paraensis Pinto, 1945 – centro de la Amazonia brasileña, al sur del Amazonas, desde el Madeira al este hasta el río Xingu, al sur hasta el norte de Mato Grosso (Alta Floresta).
  - Xiphocolaptes promeropirhynchus obsoletus Todd, 1917 – tierras bajas del norte y este de Bolivia (La Paz al este hasta Santa Cruz).

- Grupo monotípico carajaensis:
  - Xiphocolaptes promeropirhynchus carajaensis Cardoso da Silva, Novaes & Oren, 2002 – sureste de la Amazonia brasileña al sur del Amazonas, desde el Xingu al este hasta los ríos Tocantins y Araguaia, en Pará.